# Berardo Pio
Berardo Pio (* 14. Januar 1966 in Teramo) ist ein italienischer Historiker.
Berardo Pio schloss 1990 mit einer Laurea sein Studium der Geschichte mit Schwerpunkt Mittelalter an der Universität Bologna mit einer Arbeit über Forme di potere e istituzioni nell’Italia normanna attraverso Ugo Falcando e Romualdo Salernitano bei Maria Consiglia De Matteis ab. Er wurde 1998 in Romanischer Philologie und Mittelalterkultur promoviert (dottorato di ricerca). Von März 1999 bis Februar 2002 war er Stipendiat am Institut für Paläographie und Mittelalterforschung der Universität Bologna. Im März 2002 wurde er zum ricercatore (eine Art wissenschaftlicher Mitarbeiter, aber mit Eigenständigkeit) für mittelalterliche Geschichte an der gleichen Abteilung ernannt. Seit 2014 lehrt er als außerordentlicher Professor für Mittelalterliche Geschichte an der Universität Bologna. Er ist Präsident des Instituts für Geschichte der Universität Bologna (ISTUB).
Seine Arbeitsschwerpunkte sind die Geschichte des politischen Denkens, der Pontifikat von Bonifatius VIII., das Königreich Sizilien, das Mittelalter in den Abruzzen, die Geschichte der Stadt und der Universität Bologna. Er veröffentlichte 1996 eine Biographie zum sizilianischen König Wilhelm I. Im Jahr 2001 legte er eine Edition der Chartularchronik, Chronicorum liber Sancti Bartholomei de Carpineto, vor. Die von dem im Monasterium San Bartolomeo in Carpineto della Nora lebenden Benediktinermönch Alexander verfasste Chronik behandelt die Geschichte des Abruzzen-Klosters von seiner Gründung 962 bis zum Ende des normannischen Königreiches 1194. Nach einer längeren Unterbrechung arbeitete Alexander auch Nachträge aus dem Zeitraum von 1209 bis 1217 ein. Bis zur 2001 veröffentlichten Edition waren nur unzureichende Drucke von Ferdinando Ughelli (1659) und in der Neuausgabe seiner Italia Sacra durch Nicola Coleti (1722) vorhanden. Pio widmet sich in seiner Edition dem Mönch Alexander und seiner Arbeitsweise in einem eigenen Kapitel. Er hebt hervor, dass Alexander die Chronik und die Urkunden zur Verteidigung der Rechte seines Klosters verfasst und gesammelt habe. Für Pio stellte die Chronik vom Ende des 12. Jahrhunderts den Höhepunkt der vornehmlich im monastischen Bereich auftretenden Quellengattung dar. Pio hat das Rechtsgutachten De fletu ecclesie des Johannes de Legnano über die Rechtmäßigkeit der Wahl Urbans VI. ediert und eingeleitet und diesem bedeutenden Rechtsgelehrten der Universität Bologna eine Monographie gewidmet, die 2018 erschienen ist. Im Jahr 2011 gab er die Festschrift mit 33 Beiträgen zu Ehren von Maria Consiglia De Matteis heraus. Er war 2016 Mitherausgeber eines Sammelbandes mit 16 Beiträgen. Die darin enthaltenen Aufsätze befassen sich mit kurz- und langfristigen Auswirkungen von Krisen auf die Universitätslandschaft Europas. Pio widmete sich dabei der Hungersnot von 1315 bis 1317, der Pest ab 1347 und dem Hundertjährigen Krieg aus dem 14. Jahrhundert. Die eigentliche Herausforderung für die Universitäten machte er im Abendländischen Schisma aus. Nur sehr zögerlich konnten sich die Universitäten von der Bevormundung weltlicher Souveräne emanzipieren. Pio verfasste außerdem zahlreiche Artikel für das Dizionario biografico degli Italiani.

## Schriften
Quelleneditionen
- Alexandri monachi Chronicorum liber monasterii sancti Bartholomei de Carpineto (= Fonti per la Storia dell’Italia Medievale, Rerum Italicarum Scriptores. Bd. 5). Rom 2001.
- De Fletu Ecclesie. Fondazione Cassa di Risparmio in Bologna, Bologna / Legnano 2006.

Monographien
- Giovanni da Legnano. Un intellettuale nell'Europa del Trecento (= Studi e memorie dell'Università di Bologna. Nuova serie. Bd. 15). Bononia University Press, Bologna 2018, ISBN 978-88-6923-325-8.
- Guglielmo I d ̕Altavilla. Gestione del potere e lotta politica nell ̕Italia normanna (1154–1169) (= Il mondo medievale. Bd. 24). Patron, Bologna 1996, ISBN 88-555-2389-9.

Herausgeberschaften
- Scritti di storia medievale offerti a Maria Consiglia De Matteis (= Uomini e mondi medievali. Bd. 27). Fondazione Centro Italiano di Studi sull' Alto Medioevo, Spoleto 2011, ISBN 978-88-7988-322-1.
- mit Riccardo Parmeggiani: Università in tempo di crisi. Revisioni e novità dei saperi e delle istituzioni nel Trecento da Bologna all’Europa (= Studi/Centro interuniversitario per la storia delle università. Bd. 30). Bologna 2016, ISBN 978-88-491-5515-0.